# S-29 (潜水艦)
S-29 (USS S-29, SS-134) は、アメリカ海軍の潜水艦。S級潜水艦の1隻。

## 艦歴
S-29は1919年4月17日にマサチューセッツ州クインシーのベスレヘム造船株式会社で起工した。1922年11月9日にローナン・C・グレイディ夫人によって命名、進水し、1924年5月22日に艦長P・コノバー・ジュニア中尉の指揮下就役した。
コネチカット州ニューロンドンでの作戦活動後、1924年4月27日から1925年5月30日までハワイを訪れる。その後1931年まで主にカリフォルニア州メア・アイランド、サンディエゴ、サンペドロで活動した。1927年、28年、30年の夏にはハワイを訪れた。また1926年2月から3月までと1929年の2月にはパナマ運河地帯で活動している。1931年2月14日、S-29はメア・アイランドを出航し、2月23日に真珠湾に到着する。その後1939年まで真珠湾を拠点として活動した。1939年6月16日に真珠湾を出航し、S-29は8月23日にニューロンドンに帰還した。
1940年12月から41年5月まで本国北東部およびフロリダ州キーウェストでの任務に従事した後、S-29は12月後半から1942年3月までパナマ運河地帯で活動する。4月1日にニューロンドンに帰還し、同地で1942年6月5日に退役、同日イギリス海軍に移管される。イギリス海軍ではP556 (HMS P556) の艦名で活動した。イギリス海軍での任務中、P556はウェイマスでバッテリーの爆発事故を起こした。
P556は1946年1月26日にアメリカ海軍に返還される。同年除籍され、1947年1月24日にポーツマスのH・G・パウンド社にスクラップとして売却された。
司令塔が取り外された船体は1982年までパウンド社のスクラップヤードで見ることができた。